# مها زين (لاعبة اسكواش)
مها زين (من مواليد 2 مايو 1976، القاهرة) لاعبة اسكواش محترفة سابقة مثلت المنتخب المصري. احتلت المرتبة 19 في أعلى تصنيف عالمي لها في نوفمبر 2000.

## سيرتها الذاتية
كانت مها إضافة إلى زميلتيها سلمى شبانة ومي حجازي، من أوائل اللاعبات المصريات اللواتي شاركن في حدث دولي للاسكواش وذلك خلال بطولة العالم للناشئين لعام 1993. وبحلولهن في المركز الثالث، برهنوا للاتحاد المصري للاسكواش قدرتهن أيضاً على جلب ميداليات لمصر وتمهيد الطريق للاعبات مثل رنيم الوليلي، أول مصرية تصل إلى المركز الأول عالمياً في جميع بطولات الاسكواش الرياضية. ونور الشربيني، بطلة العالم عدة مرات.

## النهائيات
- بطولة ماليزيا المفتوحة للاسكواش 2000.

## وصلات خارجية
- مها زين على موقع SquashInfo.com (الإنجليزية)
- http://www.squashinfo.com/players/411-maha-zein